# Savanopulex chloe
Savanopulex chloe är en insektsart som först beskrevs av Rauno E. Linnavuori 1973.  Savanopulex chloe ingår i släktet Savanopulex och familjen Caliscelidae. Inga underarter finns listade i Catalogue of Life.